# Лисица, Игорь Анатольевич
Игорь Анатольевич Лисица (бел. Ігар Анатолевіч Лісіца; 10 апреля 1988, Лида) — белорусский футболист, полузащитник.

## Клубная карьера
Воспитанник лидского футбола, в 2006—2008 годах играл за гродненский «Неман». Начиная с 2009 года выступал за «Белшину», где стал одним из основных игроков. Обычно выступал на позиции центрального или флангового полузащитника. В августе 2014 года покинул бобруйский клуб и вскоре снова стал игроком гродненского «Немана». В «Немане» вскоре закрепился на позиции правого полузащитника.
В феврале 2016 года, после просмотра подписал контракт с микашевичским «Гранитом», где впоследствии закрепился в основе. В июле 2016 года перешёл в «Витебск», где стал основным левым защитником. В феврале 2017 года отправился на просмотр в «Нафтан» и в итоге подписал контракт с новополоцким клубом. В составе «Нафтана» стал прочным игроком основы, выступая в качестве флангового защитника, но не сумел спасти команду от вылета в Первую лигу.
С января 2018 года на протяжении двух месяцев находился на просмотре в «Крумкачах», однако на клуб был наложен запрет на регистрацию новых игроков, и в марте полузащитник подписал соглашение с «Лидой», где закрепился в основе. В январе 2019 года стал игроком житковичского ЮАС, однако уже в марте расторг соглашение и вновь присоединился к «Лиде».
В январе 2020 года по делу о договорных матчах был дисквалифицирован АБФФ на три года. Однако, ещё в феврале в составе «Лиды» принимал участие в товарищеских матчах. В июле по результатам уголовного дела был приговорён к двум годам лишения свободы.

## Достижения
- Победитель Первой лиги Белоруссии: 2009

## Статистика
| Сезон    | Дивизион | Клуб                | Страна                    | Матчи | Голы |
| -------- | -------- | ------------------- | ------------------------- | ----- | ---- |
| 2005     | Д2       | Лида                | Флаг Беларуси (1995—2012) | 0     | 0    |
| 2006     | дубль    | Неман (Гродно)      | Флаг Беларуси (1995—2012) | 24    | 0    |
| 2007     | Д1       | Неман (Гродно)      | Флаг Беларуси (1995—2012) | 6     | 0    |
| 2008     | Д1       | Неман (Гродно)      | Флаг Беларуси (1995—2012) | 5     | 0    |
| 2009     | Д2       | Белшина             | Флаг Беларуси (1995—2012) | 26    | 5    |
| 2010     | Д1       | Белшина             | Флаг Беларуси (1995—2012) | 23    | 4    |
| 2011     | Д1       | Белшина             | Флаг Беларуси (1995—2012) | 30    | 1    |
| 2012     | Д1       | Белшина             | Флаг Беларуси             | 22    | 0    |
| 2013     | Д1       | Белшина             | Флаг Беларуси             | 24    | 1    |
| 2014 (1) | Д1       | Белшина             | Флаг Беларуси             | 17    | 3    |
| 2014 (2) | Д1       | Неман (Гродно)      | Флаг Беларуси             | 13    | 1    |
| 2015     | Д1       | Неман (Гродно)      | Флаг Беларуси             | 20    | 0    |
| 2016 (1) | Д1       | Гранит (Микашевичи) | Флаг Беларуси             | 12    | 0    |
| 2016 (2) | Д1       | Витебск             | Флаг Беларуси             | 15    | 0    |
| 2017     | Д1       | Нафтан              | Флаг Беларуси             | 28    | 0    |
| 2018     | Д2       | Лида                | Флаг Беларуси             | 25    | 5    |
| 2019     | Д2       | Лида                | Флаг Беларуси             | 25    | 2    |